# マホガニーフクロモモンガ
マホガニーフクロモモンガ（Petaurus gracilis）は、哺乳綱二門歯目フクロモモンガ科フクロモモンガ属に分類される哺乳類。

## 分布
オーストラリア（クイーンズランド州北東部）

## 形態
体長オス24.7-26.7センチメートル、メス21.5-26.1センチメートル。尾長オス33.5-38センチメートル、メス30-39センチメートル。体重オス330-500グラム、メス310-454グラム。腹面の毛衣は赤褐色（マホガニー色）。

## 分類
1883年に記載後に標本がないままオブトフクロモモンガの亜種とされることもあったが、1989年に再発見された。

## 生態
20ヘクタールの行動圏内で生活するが、開墾された環境では行動圏が小さくなる。行動圏内には最大13個の巣穴がある。樹間を通常30メートル、最大60メートルまで滑空できる。一晩に1.5キロメートルを移動し、食物となる花の開花時期には長距離を移動する。外敵としてはフクロウ類、オマキニシキヘビ類が挙げられる。
食性は雑食で、樹液、花粉、蜜、仮種被（アカシア類）、果実（ヤドリギ類）、地衣類、昆虫などを食べる。
繁殖形態は胎生。繁殖期は秋季から翌年の春季で、1-2頭の幼獣を産む。授乳期間は4-5か月。生後1-1年半で性成熟する。寿命は5-6年と推定されている。

## 人間との関係
マホガニーフクロモモンガが絶滅の危機に瀕している理由は、松の植林、サトウキビやバナナの栽培、牧畜のための開墾によって80%以上の生息地が減少したためである。現在も現地の農家が農業目的にマホガニーフクロモモンガの生息地を開墾し続けているために、不安定な状況にある。
クイーンズランド州公園・野生生物局はマホガニーフクロモモンガ（2000-2004年）のための回復プログラムを制定した。